# Freak (canción de Molly Sandén)
«Freak» (en español: "Rara") es un sencillo de la cantante sueca Molly Sandén lanzado en 2014 bajo Sony Music Entertainment. Es el primer sencillo de la promoción de su EP titulado Like No One's Watching. La canción fue escrita por Molly junto a Maria Smith, Kevin Högdahl y Victor Thell y producida por este último.

## Antecedentes y promoción
«Freak» es una balada que comienza de manera delicada para posteriormente desencadenar en un ritmo agresivo orquestral. La canción está escrita desde la perspectiva de una Molly de 12 años basándose en la poca confianza y autoestima que tenía en esa época particularmente por su aspecto físico. Ha sido descrita como "Un regreso triunfal" por el sitio web británico Scandipop.
Para promocionar el sencillo, Molly se presentó en diversos shows de TV, entre ellos el Sommarkrysett, el Lotta på Liseberg y el Tillsammans mot cancer, en este último incluyendo un arreglo especial de la canción, un coro de mujeres y la frase "You're beautiful just the way you are" (Eres bella tal como eres)

## Videoclip
El videoclip para Freak se estrenó el 8 de agosto de 2014. Este cuenta la historia de una niña que desea ser una bailarina de ballet, sin embargo esta tiene poca confianza en sí misma y baja autoestima debido al bullying que recibe por parte de sus compañeras de grupo. En una parte del video la pequeña lanza una caja musical de una bailarina a un lago. Molly canta tanto en la academia como en el bosque, donde se quita la ropa dejando al descubierto su cuerpo y se lanza al agua para rescatar esta caja, la cual es devuelta a su dueña. La niña baila perfectamente ballet con total confianza, en el espejo podemos ver el reflejo de Molly sosteniendo su mano. Al final, Molly está a punto de presentarse a un concierto, en ese momento ella cierra la caja musical, revelando entonces que la niña con poca confianza y autoestima era ella misma.

## Canciones
| N.º | Título  | Duración |  |
| 1.  | «Freak» | 3.19     |  |

## Posicionamiento en listas
La canción alcanzó el puesto #1 en iTunes Suecia, en el Sverigetopplistan el #16.
| Lista                      | Mejor posición |
| -------------------------- | -------------- |
| Suecia (Sverigetopplistan) | 16             |